# 塔納 (阿肯色州菲利普斯縣)
塔納（英語：Turner）是位於美國阿肯色州菲利普斯縣的一個非建制地區。該地的面積和人口皆未知。

## 地理
塔納的座標為34°28′34″N 91°01′07″W / 34.47611°N 91.01861°W，而該地的平均海拔高度為16米（即53英尺）。